# Tango, Bayle nuestro
 Tango, Bayle nuestro  es una película documental de Argentina en colores  dirigida por Jorge Zanada según su propio guion que se estrenó el 14 de julio de 1988 y que tuvo como principales intérpretes a Oscar Martínez, Arturo Bonín, Milena Plebs y Julio Bocca.

## Sinopsis
Documental sobre los orígenes del tango y su importancia sociológica.

## Premio
En el Festival de Cine de Bogotá de 1989 ganó el Premio Círculo Precolombino de Oro al Mejor Documental-

## Reparto
Colaboraron en el filme los siguientes intérpretes:
- Oscar Martínez…Voz en off
- Emiliano Guerrero …T'ai Chi Chuang
- Pablo Machado …Excombatiente de Malvinas
- Patricia Mariscotti …Biodanza
- Jorge Torres …Break-dance
- Jorge Marrone …Break-dance
- Eleonora Barlante …Solo femenino
- María Luz Audisio …Pareja punk
- Marcial Bó …Pareja punk
- Hermenegildo Sábat …Pintor en atelier
- Juan Carlos Copes …Entrevistado / Clase de tanto argentino
- Arturo Bonín …Pareja alegórica de época
- Estela Arcos …Pareja alegórica de época
- Mónica Lacoste …Pareja alegórica de época
- Milena Plebs …Bailarina de Tango Argentino
- Miguel Ángel Zotto …Entrevistado / Bailarín de Tango Argentino
- María Nieves …Entrevistada / Pareja de Juan Carlos Copes
- Miguel Ángel Elías …Intérprete de danza moderna en "Tango Vitrola"
- Liliana Tocacelli …Intérprete de danza moderna en "Tango Vitrola"
- Miguel Córdoba …Intérprete de danza moderna en "Tango Vitrola"
- Vladimir Vasiliev …Autor e intérprete de "Fragmentos de una biografía"
- Julio Bocca …Intérprete de "A Buenos Aires" y "Piazzolla en Concierto"
- Raquel Rossetti …Intérprete de "A Buenos Aires" y "Piazzolla en Concierto"
- Robert Duvall …Entrevistado
- Virulazo
- Coco Álvarez
- Maya Furstenberg

## Comentarios
El crítico de cine Quintín escribió en El Amante del cine:

”…una de las mejores películas argentinas en video, tiene el raro mérito de mostrar una particularidad cultural en sus propios términos, lejos del folclore y la condescendencia. Y ésta es su verdadera poesía en términos de cine, mucho más profunda que el puñal y la rosa que adornan los afiches.”

Manrupe y Portela opinaron:

"Excelente aproximación al erdadero tango, mostrando lugares donde todavía se lo baila y la gente que lo interpreta, sin nostalgias ni actitudes decadentes.